# 模糊控制語言
模糊控制語言（Fuzzy Control Language，簡寫為FCL）是用來執行模糊邏輯的編程語言，特別是模糊控制。IEC1131-7已將之標準化。它是特定領域編程語言——它沒有任何與模糊邏輯無關的功能，所以它連Hello, world也沒能力顯示。因此，不可以純用模糊控制語言寫程式，但可以用它來處理程式的某一部分。
FCL容許程序员定義模糊集合，可算是一幅圖上點的列表，亦有「IF-THEN」規則，例如：
- RULE 0: IF (Temperature IS Cold) THEN (Output IS High)
- 中譯：規則 0: 若 (氣溫 為 冷) 就 (輸出 為 高)

FCL並非完全模糊的語言，例如它不支援「hedges」這種集合中的副詞。例如，程序员不可以寫：
- RULE 0: IF (Temperature IS VERY Cold) THEN (Output IS VERY High)
- 中譯：規則 0: 若 (氣溫 為 非常 冷) 就 (輸出 為 非常 高)

可是，只要定義新的集合給「非常冷」和「非常高」就可簡單達到目的。FCL亦缺少能力去處理較高層次(higher-order)的模糊集合、子集等等。

## 外部連結
- FFLL （页面存档备份，存于） - 一個用C++寫成的實行程式庫